# Panchrysia dives

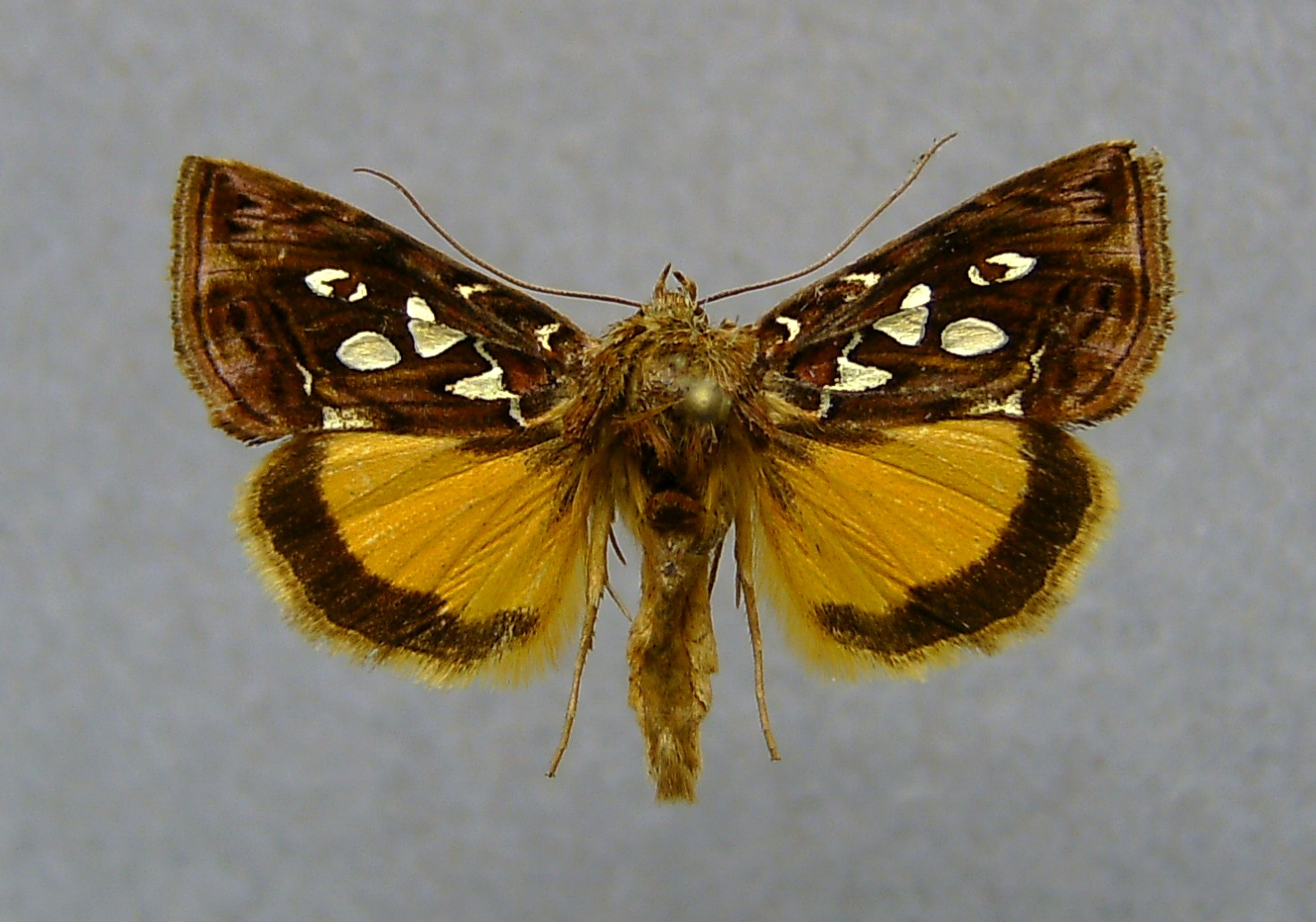

Panchrysia dives là một loài bướm đêm trong họ Noctuidae.